# ريني فان دير جيب
ريني فان دير جيب (بالهولندية: René van der Gijp)‏ مواليد 4 أبريل 1961 في دوردريخت، جنوب هولندا، هو لاعب كرة قدم هولندي سابق كان يلعب كلاعب وسط.

## المسيرة الاحترافية

### أندية لعب لها
- سبارتا روتردام
- نادي لوكيرين
- نادي آيندهوفن
- نادي نوشاتل زاماكس
- نادي آراو
- نادي هيرنفين

## روابط خارجية
- ريني فان دير جيب على موقع قاعدة بيانات كرة القدم.إي يو (الإنجليزية)
- ريني فان دير جيب على موقع ناشيونال فوتبول تيمز (الإنجليزية)
- ريني فان دير جيب على موقع عالم كرة القدم.نت (الإنجليزية)